# 舍夫琴科 (斯拉武塔區)
50°20′12″N 26°57′21″E / 50.33667°N 26.95583°E
舍夫琴科（烏克蘭語：Шевченко），是烏克蘭西部的村莊，隸屬赫梅利尼茨基州的舍佩蒂夫卡區。該村面積0.79平方公里，海拔高度226米，2024年人口105，人口密度每平方公里193.7人。